# Tierpark (Berlins tunnelbana)
Tierpark (U-Bahnhof Tierpark) är en tunnelbanestation i östra Berlin på linje U5. Stationen öppnade 1973 och ligger i anslutning till Tierpark Berlin. Det är den enda underjordiska tunnelbanestation som byggts i Östtyskland.
Djurparken i dåvarande Östberlin öppnade 1955 och redan då fanns planer på en tunnelbanestation men planerna kunde inte realiseras. I slutet av 1960-talet började planerna åter ta form. Stationen började byggas av VEB Tiefbau 1969 och öppnade för trafik 25 juni 1973. Den var sedan ändstation för linje E (dagens U5) fram till 1988 då sträckan förlängdes österut. 